# کوتو-دو-لاک، کبک
کوتو-دو-لاک (به فرانسوی: Coteau-du-Lac) شهرکی در منطقه شهری وودروی-سولانژ ناحیه مونترژی در استان کبک کانادا است. در سرشماری سال ۲۰۱۱ این شهرک ۶٬۴۵۸ نفر جمعیت داشته‌است و مساحت آن ۴۶٫۵۷ کیلومتر مربع است.